# (928) Хильдрун
(928) Хильдрун (лат. Hildrun) — астероид главного пояса, принадлежащий к спектральному классу X. Астероид был открыт 23 февраля 1920 года немецким астрономом Карлом Рейнмутом в обсерватории Хайдельберг-Кёнигштуль, Германия. Астероид был назван женским именем, взятым из немецкого ежегодного календаря Lahrer hinkender Bote, и никак не связанным с современниками Рейнмута. Давать имена астероидам без привязки к конкретному человеку было обычной практикой астронома.

## Орбита и классификация
Орбита астероида лежит во внешней части главного пояса астероидов, имеет большую полуось 3,1349 а. е., эксцентриситет 0,1484 и наклон относительно эклиптики 17°.

## Физические характеристики
По классификации Толена Хильдрун представляет собой астероид типа X.
На основании кривых блеска определён период вращения астероида, равный 14,13 ч., и изменение блеска, равное 0,34 звёздной величины.
Согласно данным наблюдения инфракрасных спутников IRAS, Akari и WISE астероид имеет диаметр между 62,817 и 66,49 км, а альбедо поверхности между 0,0365 и 0,043.